# بادنغان العليا (باتاوة)
بادنغان العليا (بالفارسية: بادنگان علیا) هي قرية تقع في إيران في قسم باتاوة الريفي. يقدر عدد سكانها بـ 498 نسمة بحسب إحصاء 2016.